# Roma (Zola)
Roma (1896) è un romanzo di Émile Zola appartenente al ciclo delle tre città (Les Trois Villes). È il secondo romanzo del ciclo.

## Trama
Il protagonista è l'abate francese Pierre Froment, che giunge in città. La città del tempo è pertanto descritta attraverso l'uso della narrazione di viaggio. La trattazione dell'autore comprende anche l'osservazione di avvenimenti degli anni 1880, come lo scandalo della Banca Romana.